# 19915 Bochkarev
19915 Bochkarev è un asteroide della fascia principale. Scoperto nel 1974, presenta un'orbita caratterizzata da un semiasse maggiore pari a 2,3554128 UA e da un'eccentricità di 0,2420861, inclinata di 2,11853° rispetto all'eclittica.